# Lobos (município)
Lobos é um partido (município) da província de Buenos Aires, na Argentina. Possuía, de acordo com estimativa de 2019, 39.573 habitantes.